# Enlil-kudurrī-uṣur
Enlil-kudurrī-uṣur, Sohn von Tukultī-Ninurta I., war ein mittelassyrischer König. Nach der Assyrischen Königsliste regierte er fünf Jahre.
| Autor              | Regierungszeit | Anmerkungen            |
| ------------------ | -------------- | ---------------------- |
| Cassin 1966        | 1197–1193      | mittlere Chronologie   |
| Pöbel 1942         | 1196–1192      |                        |
| Gasche et al. 1998 | 1194–1190      | Ultrakurze Chronologie |
| Freydank 1991      | 1186–1182      |                        |

Nach der Synchronistischen Geschichte führte er Krieg gegen Adad-šuma-uṣur von Babylon. Ninurta-apil-ekur ließ ihn jedoch im Stich, marschierte mit seinen Truppen auf Aššur, nahm es ein und machte sich zum König. Weitere Söhne von Tukultī-Ninurta I. scheinen an seinem Hofe verblieben zu sein.